# Herbert-Ernst Vahl
Herbert-Ernst Vahl (9. října 1896, Poznaň – 22. července 1944, Larisa) byl německý vysoce postavený člen Waffen-SS v hodnosti SS-Brigadeführer a Generalmajor der Waffen-SS.

## Život
Narodil se 9. října 1896 v Poznani.
Vstoupil do Gramatického pluku Králové Viléma I. (2. západoruský). Za první světové války byl povýšen na důstojníka.
Po válce vstoupil do Reichswehru a později velel 14. rotě 16. jezdeckého pluku, dokud nepřevzal motocyklistický střelecký prapor.
Na začátku druhé světové války Tankovému oddílu 65 6. tankové divize, s nímž se zúčastnil invaze do Polska. V květnu 1949 převzal Tankový oddíl 101 SS, kterému velel do prosince 1941. Zúčastnil se Balkánského tažení a Operace Barbarossa. Dne 13. prosince 1941 byl povýšen na plukovníka a převzal velení nad 29. tankovým plukem 12. tankové divize. Dne 1. srpna 1942 vstoupil do Waffen-SS a převzal velení tankového pluku 2. tankové divize SS „Das Reich“.
Poté, co velitel Georg Keppler onemocněl, Vahl převzal velení divize než byl 18. března 1943 zraněn u Bělgorodu. Na krátkou dobu převzal divizi Kurt Brasack. V červenci 1943 byl převelen jako tankový inspektor Hlavního velícího úřadu SS (SS-Führungshauptamt). Tuto funkci zastával do 13. července 1944, poté se dostal do velení 4. divize tankových granátníků SS „SS-Polizei“ v Řecku. Zemřel při autonehodě 22. července 1944. Pohřben byl na hřbitově hrdinů v Larise a následně bylo tělo přesunuto na Německý vojenský hřbitov Dionyssos-Rapendoza.

## Kariérní postup

### Hodnosti
- Major – 1. listopadu 1936
- Podplukovník
- Plukovník – 13. prosince 1941
- SS-Standartenführer – 1. srpna 1942
- SS-Oberführer – 10. února 1943
- SS-Brigadeführer a Generalmajor der Waffen-SS  – 1. dubna 1943

### Vyznamenání
- Železný kříž 2. a 1. třídy (1914)
- Odznak za zranění černý (1918)
- Medaile za východní frontu
- Železný kříž se sponou 2. a 1. třídy (1940/41)
- Tankový bojový odznak
- Německý kříž zlatý (1941)
- Rytířský kříž Železného kříže (1943)